# Tim Wylton
Tim Wylton (né le 27 février 1940 à Bangor-on-Dee, au Pays de Galles) est un acteur britannique.

## Biographie
Tim Wylton fait sa première apparition à la télévision en 1964 dans the Comedy of Errors, de William Shakespeare et joue ensuite régulièrement dans des adaptations de pièces de théâtre, et des dramatiques policières. En 1995, il tient le rôle de Mr Gardiner dans Orgueil et Préjugés (Pride and Prejudice) de Simon Langton.

## Filmographie partielle

### Cinéma
- 1971 : Mercredi après-midi (Melody) de Waris Hussein
- 1983 :  Curse of the Pink Panther de Blake Edwards : le médecin

### Télévision
- 1979 :  Henry V : Fluellen
- 1991 : Hercule Poirot (série TV, saison 3, épisode 1 : Comment poussent donc vos fleurs ?) : Henry Delafontaine
- 1995 :  Orgueil et Préjugés (Pride and Prejudice) : Mr Gardiner
- 1995-2002 : As Time Goes By (sitcom , série 5 à 9) : Lol Ferris
- 1997 :  Cadfael  (série policière, un épisode (St Peter's Fair )  :
- Depuis 2000 : As Time Goes By (sitcom) : Stanley Dawkins
- 2001 : Absolutely Fabulous (un épisode, Fish Farm) : Brice
- 2010 : Inspecteur Barnaby (Midsomer Murders) (un épisode, The Great and the Good) : Jim Hanley.

## Théâtre
- En 1964, il joue Francis  dans Henry V au cours du Stratford Theatre Festival, dans une production de la Royal Shakespeare Company au Royal Shakespeare Theatre de Stratford Upon Avon, sous la direction de Peter Hall.
- le 1er janvier 1964, il joue dans Henry VI, une production de la Royal Shakespeare Company à l'Aldwych Theatre à Londres.
- En 1965, il joue dans Timon d'Athènes produit par la Royal Shakespeare Company au Royal Shakespeare Theatre de Stratford Upon Avon, monté par John Schlesinger.
- En 1968, il joue dans la pièce de Paddy Chayefsky, The Latent Heterosexual à l'Aldwych Theatre  à Londres.
- En 1975 on le retrouve dans Henry IV, Henry V et Les Joyeuses Commères de Windsor, productions de la Royal Shakespeare Company à l'Aldwych Theatre. Alan Howard, Barbara Leigh-Hunt, Derek Smith, Richard Moore, Ben Kingsley font aussi partie de la distribution.
- En 1976, il rejoue dans Henry IV et  Henry V  productions de la Royal Shakespeare Company, toujours  à l'Aldwych Theatre, mais avec une distribution un peu différente.